# Comuna de Elbląg
Elbląg (polaco: Gmina Elbląg) é uma gminy (comuna) na Polónia, na voivodia de Vármia-Masúria e no condado de Elbląski. A sede do condado é a cidade de Elbląg.
De acordo com os censos de 2004, a comuna tem 6501 habitantes, com uma densidade 33,8 hab/km².

## Área
Estende-se por uma área de 192,06 km², incluindo:
- área agricola: 65%
- área florestal: 9%

## Demografia
Dados de 30 de Junho 2004:
|                      | Total   | Total | Mulheres | Mulheres | Homens  | Homens |
| -------------------- | ------- | ----- | -------- | -------- | ------- | ------ |
|                      | pessoas | %     | pessoas  | %        | pessoas | %      |
| População            | 6501    | 100   | 3203     | 49,3     | 3298    | 50,7   |
| Densidade (pop./km²) | 33,8    | 100   | 16,7     | 16,7     | 17,2    | 17,2   |

De acordo com dados de 2002, o rendimento médio per capita ascendia a 1524,3 zł.

## Comunas vizinhas
- Elbląg, Gronowo Elbląskie, Markusy, Milejewo, Nowy Dwór Gdański, Pasłęk, Rychliki, Tolkmicko